# Alexander Vasilyevich Kikin
Alexander Vasilyevich Kikin (en ruso: Александр Васильевич Кикин ; San Petersburgo, 1670 - 17 de marzojul./ 28 de marzo de 1718greg.) fue un guardaespaldas y constructor de barcos ruso.

## Biografía
Los padres de Kikin eran el vaivoda Vasily Kikin y su esposa Marija Mikhailovna, de soltera Golochwastova.
En 1693, Kikin se convirtió en bombardero en el Regimiento de Salvavidas de Preobrazhenski, que había surgido del ejército de juguetes de Pedro I en 1691, y participó en las campañas de Azov como ordenanza de Pedro I.
Kikin llegó a los Países Bajos con la Gran Embajada y aprendió allí construcción naval. En 1703 y 1704 trabajó como fabricante de mástiles en el astillero de Vorónezh y en el astillero de Olónets en Lodéinoye Pole. En 1705-1706 él participó en la Gran Guerra del Norte.
Cuando murió inesperadamente el comandante del astillero Olonez y capitán de equipo del Astillero del Almirantazgo de San Petersburgo en enero de 1707, Kikin se convirtió en el comandante del astillero Olonez y en el capitán de equipo del Almirantazgo de San Petersburgo. Como capitán de equipamiento, Kikin era responsable de equipar, armar y abastecer los barcos construidos en el astillero del Almirantazgo. Supervisó la construcción del Almirantazgo y cumplió encargos de Pedro I. En 1708 Pedro I lo envió a Baturin a Iván Masepa. Kikin se dedicaba principalmente a la construcción de barcos, al equipamiento de la flota y al control de los astilleros. En 1712 él fue padrino de la boda de Pedro I con Marta Helena Skowrońska. En ese mismo año, Kikin fue nombrado miembro del Consejo del Almirantazgo. El príncipe Borís Kurakin y el embajador inglés Charles Whitworth buscaron su proximidad.
Kikin había estado casado con Nadezhda Ivanovna Shafirov (pariente del vicecanciller Peter Shchafirov ) desde 1711, con la que tuvo dos hijas. 

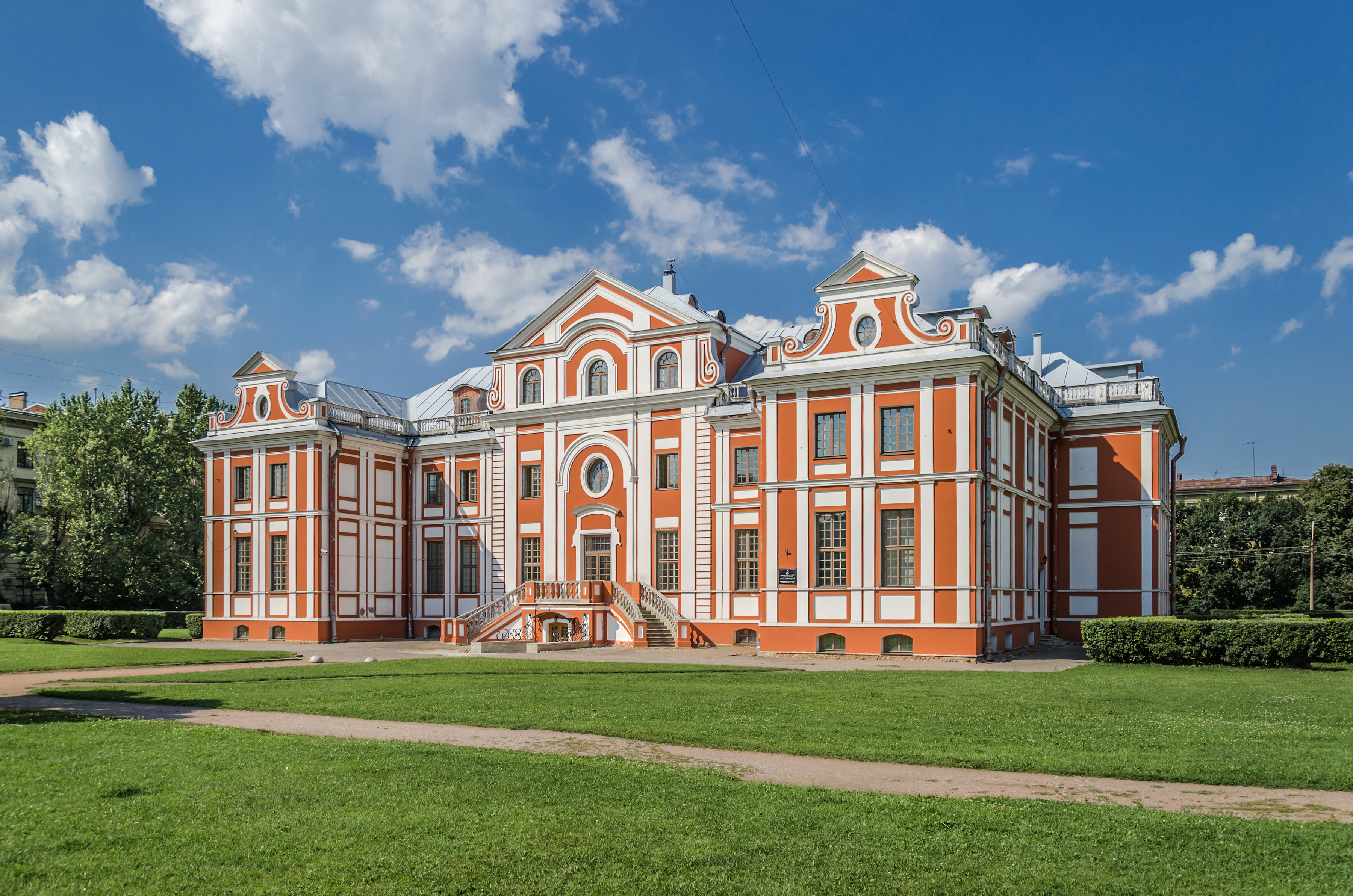
Palacio Kikin, San Petersburgo

Kikin inició la construcción del Palacio Kikin en San Petersburgo en 1714 con el arquitecto Alexander Staubert. En 1715 él fue arrestado por soborno y, tras pagar un cuantioso rescate, Kikin fue exiliado a Moscú. Pronto le permitió Pedro I regresar a San Petersburgo.
Aunque Kikin era uno de los amigos de Pedro I, él, debido a su enemistad con el cada vez más poderoso confidente de Pedro I, Alexander Menshikov, se acercó a la oposición de Pedro I en torno al hijo de Pedro I, el zarévich Alejo Petróvich. Kikin tuvo influencia sobre Alejo Petróvich e inicialmente le recomendó que fuera al monasterio y esperara la muerte de Pedro I. Luego le aconsejó que huyera al extranjero. En la primavera de 1716, Kikin acompañó a la media hermana de Pedro I, María Alexeyevna, a Karlovy Vary y preparó la fuga de Alexei Petrovich en Viena. Luego conoció a Alejo Petróvich en Liepāja y lo convenció para que huyese, tras lo cual huyó primero a Viena y luego a Nápoles. Kikin fue arrestado tras una denuncia en febrero de 1718. Después de ser torturado, él confesó todo. Luego se retractó y se defendió en una larga carta a Pedro I. Después de ser torturado otra vez, Kikin confesó nuevamente, tras lo cual los ministros lo condenaron a una cruel muerte. A pesar de la intercesión de la zarina Catalina Alexeyevna, solicitada por el conde Piotr Apraxin, Kikin fue ejecutado en la rueda el 28 de marzo de 1718.